# Ed TSUWAKI
Ed TSUWAKI（エドツワキ、1966年6月29日 - ）は、日本のイラストレーター、アートディレクター、画家。旧名：エドツワキ、エドワード津脇、Ed。2020年「Ed TSUWAKI」に表記を統一。 
2005年5月に女優の原田知世と結婚したが、2013年12月に離婚した。

## 略年譜
- 1966年 - 広島県広島市に生まれる。
- 1988年 - 東京を拠点にイラストレーターとして活動を始める。
- 1994年 - 初個展「Ed-ten」（坂倉準三メモリアルギャラリー・サカ）開催。
- 1998年 - 個展「COWGIRL66」（ROCKET）開催。
- 1999年 - 個展「Millenium Lover -ミレニアムの恋人- 」（ROCKET）開催。
- 2000年 - グループ展「FASHION ILLUSTRATION NOW」（MAYERS GALLERY / ロンドン）出展。
- 2000年 - 個展「FEMME 2000 IN TOKIO」（FUMIYART GALLERY）開催。
- 2001年 - ウエアブランド「nakEd bunch」のデザイン、クリエイティヴ・ディレクションを2010年まで手掛ける。
- 2004年 - 個展「Merry - go - round」（SHISEIDO LA BEAUTE / パリ）開催。
- 2005年 - グループ展 「LIFE IN A BOX」（FABRICA FEATURES / 香港）出展。
- 2006年 - 個展「DESSERT HOUSE」（Fireking Cafe、カフェレストMIMOCA）開催。
- 2007年 - グループ展 深澤直人ディレクション「Chocolate」（21_21 DESIGN SIGHT）出展[3]。
- 2010年 - 個展「CoCo」（FOIL GALLERY）開催[4]。
- 2011年 - 個展「CoCo」巡回展（krank marcello）開催。
- 2011年 - 個展「MICO」（H20）開催。
- 2011年 - グループ展 禅居庵 × FOIL「明日はわからへん」（大本山建仁寺塔頭 禅居庵）出展[5]。
- 2015年 - 個展「QUAKENESS」（POST / 東京・恵比寿）開催。
- 2015年 - 作品集「QUAKENESS」を限定300部のみ自社出版。（AD：田中義久 / TEXT：細野晴臣、菊竹寛）
- 2016年 - 個展「Panspermia」（Fireking Cafe / 東京・代々木上原）
- 2016年 - 個展「QUAKENESS」巡回展（Colissimo / 兵庫・丹波篠山）、個展「Panspermia」巡回展（GALLERY DE ROOM 702 / 大阪）を同時開催。
- 2017年 - 陶芸作品展「Salt Honey」（CURATOR'S CUBE / 東京・虎ノ門）開催。
- 2020年 - 名称を国内外とも表記をEd TSUWAKIに統一。

## 関連書籍
- Laird Borrell著『FASHION ILLUSTRATION NOW』 Thames & Hudson Ltd（2000年）
- Allrightsreserved著・編『The Age of Feminine Drawing』（2007年）
- Anneke Krull編『The Beautiful - Illustrations for Fashion and Style』gestalten（2010年）[6]
- 美術手帖編『日本イラストレーション史』（2010年）

ほか